# Acácio (católico)

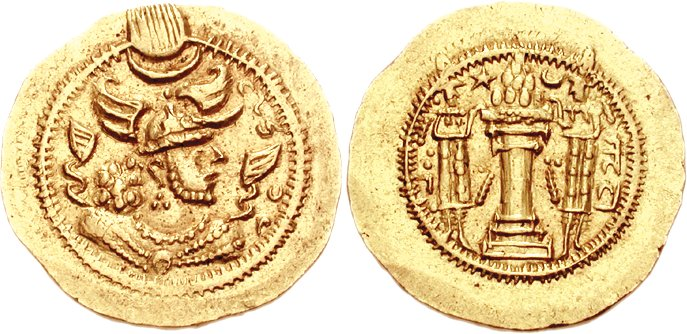
Dinar de ouro de r.

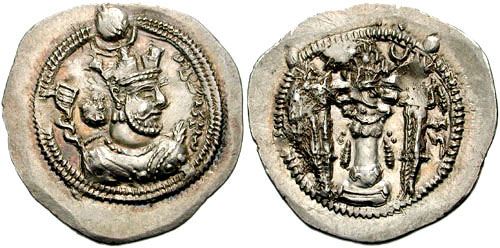
Dracma de Balas r.

Acácio, o Assírio (em latim: Acacius; m. 497) foi bispo de Selêucia do Tigre e patriarca (católico) da Igreja do Oriente entre 485-495/6. Estudou na Escola de Edessa até ser expulso com o advento do monofisismo e partiu a Selêucia do Tigre, onde lecionou e adquiriu grande reputação. Em 484/5, após o martírio de Babeu e a morte do xá Perozes I (r. 459–484), foi nomeado católico da Igreja do Oriente por Balas (r. 484–488) e os monges orientais. Entrou em conflito com o metropolita Barsauma e abraçou o nestorianismo devido às ameaças do último. Foi preso em data incerta pelos magos sassânidas e encabeçou uma embaixada para Constantinopla, onde encontrou-se com Zenão (r. 474–475; 476–491) e os bispos ocidentais. Morreu pouco depois em data desconhecida.

## Biografia
Acácio, o Assírio é mencionado pela primeira vez nas últimas décadas do século V, quando estudava na escola de Edessa. Lá, foi conhecido como "quadrante sufocante" (suffocans quadrantem), embora a razão para este título seja desconhecida. Com o advento do monofisismo na Síria, foi expulso juntamente com Barsauma e Narses. Dali, foi chamado para Selêucia do Tigre por seu parente Babeu, o católico da Igreja do Oriente e bispo daquela cidade. Lecionou por alguns anos em Selêucia, onde adquiriu reputação por sua erudição e caráter.
Em 484/485, após o martírio de Babeu pelo xá Perozes I (r. 459–484), provavelmente sob influência de Barsauma, e a morte do xá no mesmo ano, Acácio foi nomeado por unanimidade para a sé vacante da Igreja do Oriente. Ainda no mesmo ano, foi confirmado no cargo pelo novo xá, Balas (r. 484–488), e condenou como não-canônico e vago o Sínodo de Bete Lapate, convocado por Barsauma com a intenção de condenar o monofisismo e o Império Bizantino.
Segundo a Crônica de Sirte, em data desconhecida Acácio foi preso por magos zoroastristas, sendo libertado pelo xá. Durante seu mandato, esforçou-se para evitar que a Igreja do Oriente se alinhasse à doutrina nestoriana defendida pelo metropolita Barsauma de Nísibis; porém, impulsionado por ameaças ou induzido por ardis dele, acabou abraçando o nestorianismo. Não é certo que tenha se tornado realmente nestoriano, e caso o tenha não terá sido um partidário cego.

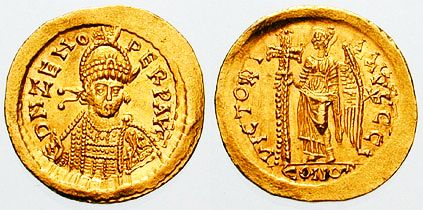
Soldo de Zenão (r. 474–475; 476–491)

Em 486, foi enviado como emissário ao imperador Zenão (r. 474–475; 476–491) e aos bispos ocidentais em Constantinopla, tendo sido escolhido por sua erudição e habilidade. Na embaixada, os bispos ocidentais o questionaram pelo nestorianismo e o instaram a dissociar-se dos escândalos feitos por Barsauma. Acácio respondeu que não tinha conhecimento de Nestório ou do nestorianismo e que isso seria apenas um nome vergonhoso dado a eles pelo seu inimigo Filoxeno de Hierápolis. Além disso,  determinou por carta a excomunhão de Barsauma.
Quando retorna ao Império Sassânida, no mesmo ano, tomou conhecimento do falecimento de Barsauma, que havia sido assassinado pelos monges locais. Acácio presidiu o Concílio de Selêucia-Ctesifonte que aprovou a teologia de Teodoro de Mopsuéstia como a doutrina oficial da Igreja do Oriente, deliberando o casamento de bispos e a condenação ao monofisismo. Na sequência, dividiu-se no conflito entre as autoridades nestorianas e monofisistas. Morreu em 497, ou 496 segundo Aubrey R. Vine, sendo enterrado em Hira. Foi sucedido por Babeu II em 498. Acácio é conhecido por várias orações que escreveu sobre a abstinência e também sobre a fé e "expôs os erros daqueles que acreditavam em uma substância em Cristo".